# Eurobò
|  | No s'ha de confondre amb Eurobons. |

Un Eurobò, Euroobligació, o Bo Global (en anglès: Eurobond o Global bond), malgrat la seva denominació, no és un bo emès pel Banc Central Europeu sinó que és un bo internacional, emès per qualsevol país del món, en una moneda diferent de la pròpia del país emissor, i en un mercat diferent al del país emissor. Els Eurobonds o Global bonds es categoritzen en funció de la moneda en què estan emesos; per exemple un Euroyen i un Eurodollar són bons internacionals emesos en iens japonesos i dòlars americans. Un exemple d'un Eurobond seria un bo emès en la moneda dòlar i al mercat del Japó per una empresa australiana, sense que malgrat la seva denominació hi tingui res a veure Europa.
La seva denominació es deu al fet que originalment els primers eurobons foren emesos el 1963 per l'empresa italiana d'autopistes Autostrade amb un volum de $15 milions amb venciment a 6 anys a través del banc d'inversió anglès S. G. Warburg & Co. A Europa són normalment emesos per una corporació o un estat europeu a través de Luxemburg o les Antilles Neerlandeses i, per tant, fora de les regulacions dels país de l'emissor i en una moneda diferent a la del país emissor. Els Eurobons són bearer bond -pagables al portador- i estan lliures d'impostos. Avui en dia la majoria d'Eurobons són emesos electrònicament i són negociats Londres, una de les places més importants, per bé que també es negocien a Singapur i Tòquio però no als Estats Units. A Europa són negociats a través de l'Euroclear (Bèlgica), el Clearstream (Luxemburg), dues cases de clearing propietat de bancs europeus, que paguen els cupons electrònicament als comptes corrents anònims dels posseïdors. Emetre Eurobonds és atractiu pels emissors perquè els dona la flexibilitat d'escollir el mercat on volen emetre el bo en funció de les regulacions allí establertes, i pels inversos perquè són instruments financers amb un baix par value, alta liquiditat, i no sotmesos a tributació en la majoria dels casos. Els Eurobonds normalment tenen un venciment llarg -a 10 o 15 anys-, per bé que també n'hi ha de perpetus.